# 윌리엄 버틀러
윌리엄 버틀러(William Butler, 1968년 ~ )는 미국의 영화 감독, 배우, 각본가, 성우, 영화 제작자, 메이크업 아티스트이다.
미국에서 태어났다.

## 작품 목록
- 곰 세 마리의 크리스마스 (2019년)
- 진저데드 맨 Vs. 이블 봉 (2013년)
- 바탈리언 5 (2005년)
- 바탈리언 4 - 네크로폴리스 (2005년)
- 매드하우스 (2004년)
- 파워레인저 와일드 포스 (2002년)
- 워쳐스 대습격 3 (1994년)
- 여자의 깊은 곳에 (1991년)
- 살아있는 시체들의 밤 (1990년) - 톰 역
- 텍사스 전기톱 학살 3 (1990년) - 라이언 역
- 최후의 생존자 (1988년)
- 13일의 금요일 7 - 새로운 살인 (1988년)
- 굴리스 2 (1987년)